# Tritonoharpa westralia
Tritonoharpa westralia is een slakkensoort uit de familie van de Cancellariidae. De wetenschappelijke naam van de soort is voor het eerst geldig gepubliceerd in 1987 door Beu & Maxwell.